# Мариз Кемал
Мариз Кемал (на ерзянски: Маризь Кемаль, Раиса Степановна Кемайкина) е ерзянска поетеса и писателка. Член е на Съюза на писателите в Русия от 1996 г.

## Биография
Родена е на 13 август 1950 г. в село Малое Маресево, Република Мордовия. След осми клас в родното си село завършва средното училище в с. Болшое Маресево (1965). Завършва Филологическия факултет на Мордовския държавен университет „Н. П. Огарьов“ в републиканската столица Саранск. Получава квалификация учител по руски език и литература.
От 1972 до 1975 г. работи като учителка в родното си село. Допълнително преподава немски и ерзянски език. През лятото на 1975 г. се премества в Саранск и 2 години е кореспондент на вестник „Ерзянска правда“. Първоначално е коректор. След това се прехвърля в отдела по култура под ръководството на Г. П. Ласкин. Година по-късно се премества в партийния отдел с ръководител Н. М. Симдянов.
Първата ѝ стихосбирка е издадена през 1980 г. Тогава, в продължение на 7,5 години, работи в републиканската библиотека на Мордовия „А. С. Пушкин“. От 1985 до 1988 г. е ръководител на отдел „Поезия“ в списание „Сятко“, от 1989 г. е изпълнителен секретар на ерзянското детско списание „Чилисем“.
През август 1980 г. на страниците на списание „Сятко“ е отпечатано стихотворението „Ейкакшчин лавс“. Започва да участва в ежегодни семинари за млади писатели. Списание „Сятко“ продължава да публикува нейни стихотворения.
През 1987 г. е публикувана обща стихосбирка „Маней васолкст“ от 4 автори, в която са включени много нейни стихотворения. През 1988 г. издателство „Мордовска книга“ издава първата ѝ стихосбирка „Лавсь“ по впечатленията ѝ от детството и младостта.
Втората стихосбирка „Штатол“ (1994) представя философските мисли на поетесата за живота, любовта, съдбата на древните ерзяни и съдбата на авторката като част от този народ. Те включват стихове от лиричен и публицистичен характер.
В резултат от многогодишно изучаване на фолклора, историята и културата на ерзяните пише книгата с приказки „Евксонь кужо“ и сборника с есета „Сынь ульнесть эрзят“, който е за известни хора от ерзянски произход.
През 1998 г. стиховете ѝ са публикувани в стихосбирката „Ниле ават – ниле морот“.

### Обществена дейност
През 1989 г. е сред инициаторките за създаване на културно-просветното дружество „Масторава“ и е негов първи секретар в периода декември 1993 – 1997 г. Организатор е на женското движение „Ерзява“, основател и ръководител на самодейния фолклорно-етнографски ансамбъл „Ламзур“.
Пише статии за културата, религията и традициите на ерзяните. Публикува ги в списанията „Сятко“, „Чилесем“ и вестник „Ерзян Мастор“.